# Cresera affinis
Cresera affinis är en fjärilsart som beskrevs av Rothschild 1909. Cresera affinis ingår i släktet Cresera och familjen björnspinnare. Inga underarter finns listade i Catalogue of Life.

## Bildgalleri

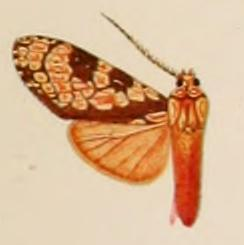
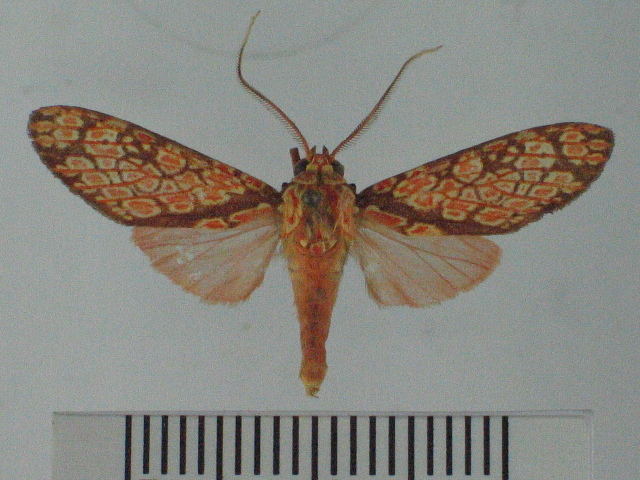
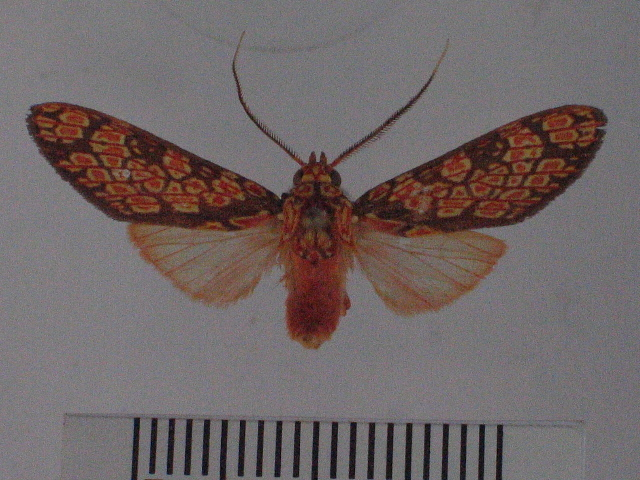
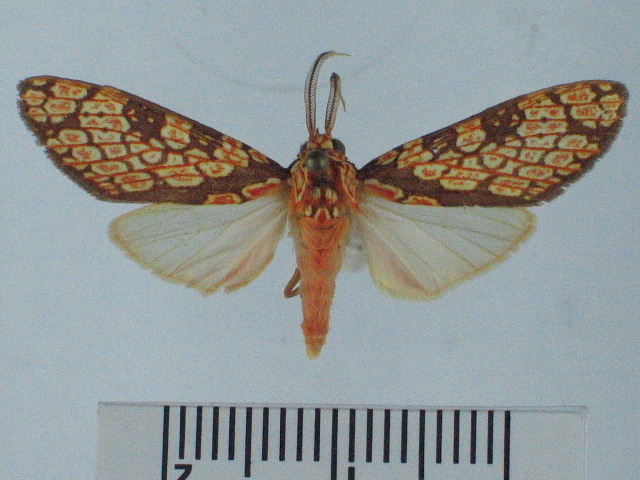
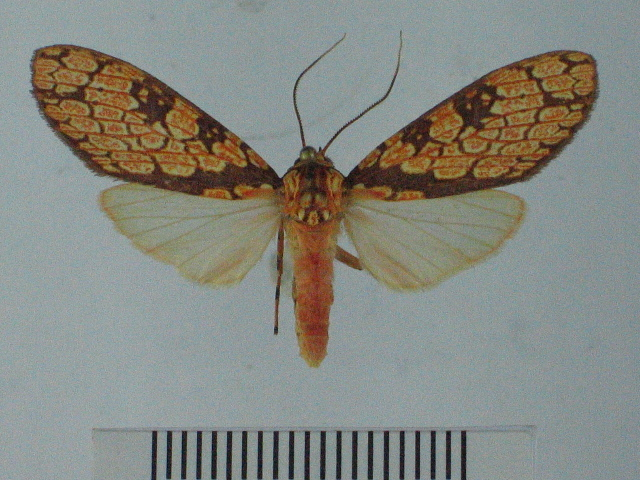